# Asociación Nacional de Protección contra el Fuego
La NFPA (National Fire Protection Association) es una organización fundada en Estados Unidos en 1896, encargada de crear y mantener las normas y requisitos mínimos para la prevención contra incendio, capacitación, instalación y uso de medios de protección contra incendio, utilizados tanto por bomberos, como por el personal encargado de la seguridad. Sus estándares conocidos como National Fire Codes recomiendan las prácticas seguras desarrolladas por personal experto en el control de incendios.

## Historia
La NFPA se formó en 1896 por la iniciativa de un grupo de representantes de compañías de seguros, con el propósito de normalizar el nuevo y creciente mercado de sistemas de extinción de incendio basado en rociadores automáticos (sprinklers en inglés). El ámbito de aplicación de la NFPA, creó la influencia necesaria para la inclusión de estos sistemas en todos los aspectos de diseño de edificios y en su construcción.
En sus inicios la organización estuvo conformada casi exclusivamente por representantes de las compañías de seguros, con escasa representación de sectores industriales. Esto cambió en 1904 para permitir que las industrias, otras personas y sectores participasen activamente en el desarrollo de las normas promulgadas por la NFPA. El primer departamento de bomberos en estar representado en la NFPA, fue el de la ciudad de Nueva York en 1905. Hoy en día, la NFPA, incluye a representantes de muchos departamentos de bomberos, de las compañías de seguros, de la industria manufacturera, asociaciones, sindicatos, organizaciones comerciales, e incluso de particulares.

## La NFPA en la actualidad
Desde su sede central se ubica en Quincy, Massachusetts, Estados Unidos. La NFPA supervisa el desarrollo y mantenimiento de más de 300 códigos y normas. Un grupo de más de 6000 voluntarios que representan al servicio de bomberos, compañías de seguros, comercio, industria, gobierno y consumidores, desarrollan y mantienen estos documentos.
Muchos Estados, gobiernos locales e incluso nacionales, incorporan las normas y códigos elaborados por la NFPA en sus propias legislaciones o códigos, ya sea literalmente, o con pequeñas modificaciones. Incluso en los casos en que no es requisito de ley, la aplicación de las normas y códigos de la NFPA, son generalmente aceptados referencia a nivel profesional, y son reconocidos por muchos tribunales como tal. Esta amplia aceptación es una prueba de la gran representación y aportaciones recibidas de todos los proyectos de la NFPA (HC-).
Hoy en día, hay una creciente controversia sobre la presencia de los fabricantes de sistemas de protección contra incendio dentro de las comisiones del NFPA, debido a posibles conflictos de intereses.

## Capítulos nacionales
Debido a la influencia y gran aceptación de las normas y códigos publicados por la NFPA, y por la falta de asociaciones similares en algunos países latinoamericanos, se han creado esfuerzos para dar a conocer y establecer los estándares NFPA, mediante la creación de Capítulos Nacionales. En la actualidad, la NFPA cuenta con 6 capítulos locales en Argentina, Colombia, México, Costa Rica, República Dominicana, Venezuela y Perú.
Los capítulos locales de la NFPA, buscan crear una mayor relación y comunicación entre los profesionales de la seguridad contra incendios e interesar a las autoridades gubernamentales, organismos de normalización y certificación de calidad, cuerpos de bomberos, compañías de seguros e instituciones no gubernamentales involucradas en defender los intereses y seguridad de la comunidad, a participar, legislar, divulgar y aplicar las normativas y códigos sobre prevención y lucha contra incendios.

## Manuales
- Manual para la Protección contra Incendios. FPH7
- Manual de Ingeniería de Protección contra Incendios. SFPE